# Pensi La
Pensi La är ett bergspass i Indien.   Det ligger i unionsterritoriet Jammu och Kashmir, i den norra delen av landet, 600 km norr om huvudstaden New Delhi. Pensi La ligger 4 475 meter över havet.
Terrängen runt Pensi La är varierad. Runt Pensi La är det glesbefolkat, med 10 invånare per kvadratkilometer. Det finns inga samhällen i närheten. Trakten runt Pensi La är ofruktbar med lite eller ingen växtlighet.